# Srnje
Srnje (cyr. Срње) – wieś w Serbii, w okręgu rasińskim, w mieście Kruševac. W 2011 roku liczyła 792 mieszkańców.